# Educação popular
A educação popular é um método de educação que valoriza  os saberes prévios do povo e suas realidades culturais na construção de novos saberes.
Está implicada com o desenvolvimento de um olhar crítico, que facilita o desenvolvimento da comunidade que o educando está inserido, pois estimula o diálogo e a participação comunitária, possibilitando uma leitura empática da realidade social, política e econômica. É uma estratégia de construção da participação popular para o redirecionamento da vida social.
A principal característica da Educação Popular é utilizar o saber da comunidade como matéria prima para o ensino, valorizando todos os sujeitos sociais nesse processo, tornando esse espaço de educação um lugar de afetos alegres e amorosidade.
É aprender a partir do conhecimento do sujeito e ensinar a partir de palavras e temas geradores do cotidiano dele, reconhecendo a importância do saber popular e o saber científico.
A Educação é vista como ato de conhecimento e transformação social, tendo um certo cunho político.
O resultado desse tipo de educação é observado quando o sujeito pode situar-se bem no contexto de interesse.
A educação popular pode ser aplicada em qualquer contexto, mas as aplicações mais comuns ocorrem em assentamentos rurais, em instituições socioeducativas, em aldeias indígenas e no ensino de jovens e adultos, processos educativos no SUS.

## Conceito
Antes de falarmos sobre Educação Popular, precisamos definir o termo “popular”. A concepção mais comum que se observa, inclusive nos dicionários, é de “popular” como sendo algo do povo, para o povo, que atende às necessidades do povo. Usaremos a concepção de Paulo Freire, entendendo uma comunidade especifica do âmbito “popular” que por assim dizer será chamada de oprimido, aquele que vive sem as condições elementares para o exercício de sua cidadania e que está fora da posse e uso dos bens materiais produzidos pelo sistema econômico atual. Para Freire as lutas coletivas   das organizações e movimentos sociais são maneiras e locais de educar, para modificar a realidade até outro mundo possível. Assim, podemos definir a Educação Popular como uma teoria de conhecimento referenciada na realidade, com metodologias incentivadoras à participação e ao empoderamento das pessoas permeado por uma base política estimuladora de transformações sociais e orientado por anseios humanos de liberdade, justiça, igualdade e felicidade.
Segundo Brandão (1986), os educadores pensam a educação em domínios restritos: a universidade, o ensino fundamental, o ensino médio, a alfabetização, a educação de jovens e adultos. Muitas vezes a educação acaba por tomar domínios restritos, determinados socialmente, quando deveriam atender às necessidades do contexto, do cotidiano do aluno, enfim, da culturado educando. Para pensar em Educação Popular, é necessário, portanto, repensar a educação. A educação, quando se fala no panorama social, é a condição da permanente recriação da própria cultura sendo, por isso, a razão da dominação da cultura entre outros. Já no panorama individual, a educação é a condição de criação do indivíduo, é a relação de saber das trocas entre pessoas. Ainda segundo Brandão, aprender é formar-se pessoa a partir do organismo, realizando a passagem da natureza à cultura. Para ele, houve primeiro um saber de todos que se tornou sábio e erudito e que, por oposição, estabelece como popular o saber do consenso onde se originou, tratando o erudito como a forma própria, centralizada e associada a especialistas da educação enquanto vê o popular como o conhecimento difuso, interior da vida subalterna.
Um saber da comunidade torna-se o saber das frações (classes, grupos, povos, tribos) subalternas da sociedade desigual. Em um primeiro longínquo sentido, as formas – imersas ou não em outras práticas sociais, através das quais o saber das classes populares ou das comunidades sem classes é transferido entre grupos ou pessoas, são a sua educação popular. (BRANDÃO, 1986, p. 26)
Essa grande separação entre o conhecimento dito erudito e o dito popular leva à marginalização dos oprimidos, das classes subalternas da sociedade desigual. É para contrariar isso que surge a Educação Popular.
A Educação Popular é uma educação comprometida e participativa orientada pela perspectiva de realização de todos os direitos do povo. Sua principal característica é utilizar o saber da comunidade como matéria prima para o ensino. É aprender a partir do conhecimento do sujeito e ensinar a partir de palavras e temas geradores do cotidiano dele. O processo-ensino-aprendizagem é visto como ato de conhecimento e transformação social, sendo pautada na perspectiva política. É diferente da Educação Tradicional porque não é uma educação imposta, já que se baseia no saber da comunidade e incentiva o diálogo; e é diferente de uma Educação Informal porque possui uma relação horizontal entre educador e educando. A Educação Popular visa a formação de sujeitos com conhecimento e consciência cidadã e a organização do trabalho político para afirmação do sujeito. É uma estratégia de construção da participação popular para o redirecionamento da vida social objetivado trabalhar as necessidades populares.
O resultado desse tipo de educação é observado quando o sujeito pode situar-se bem no contexto de interesse. A Educação Popular não se restrige pelos contextos, busca caracterizar os contextos em que ela precisa ser trabalhada, mas as aplicações mais comuns ocorrem em assentamentos rurais, em instituições socioeducativas, em aldeias indígenas e no ensino de jovens e adultos. Esses espaços são os que apresentam uma necessidade natural de trabalhar com educação popular, contudo a educação infantil,fundamental e média das escolas públicas também precisam de abordagens populares e críticas. Percebemos isso quando a etnomatemática - perspectiva baseada nas leituras de educação popular - já vem sendo abordada em seminários e discussões nos Parâmetros Curriculares Nacionais - PCN`s. Assim, a educação popular contribui com os movimentos sociais e vem colocando a discussão de direitos, diferenças e compromissos sociais também na rede publica.

## O Educador Popular
Sabemos que as classes populares produzem saberes, ligados às suas experiências de vida e ao contexto social em que estão inseridos. Também é dado que a Educação popular caracterizava-se por valorizar e problematizar esses saberes, sem subjugá-los pelos saberes acadêmicos e sim articulando estes àqueles. Cabe, então, refletir sobre o educador inserido nesse processo educativo. Para tanto, abordaremos as seguintes questões: qual é o perfil do educador popular? quais os seus desafios e atribuições no processo pedagógico? Com base nessas questões, buscamos identificar e compreender o perfil do educador popular esboçado nos textos lidos, ou seja, quais as características e as atribuições do educador, e qual a sua formação profissional.
Após a leitura de algumas obras, definimos que o educador é um sujeito com saberes específicos, ou seja, distintos dos saberes dos alunos, sem que isso signifique atribuir aos saberes dos educadores maior ou menor valor, mas, sim, aceitar que são saberes próprios da experiência do educador. A esse respeito, Freire (1986) ressalta: “A experiência de estar por baixo leva os alunos a pensarem que se você é um professor dialógico, nega definitivamente as diferenças entre eles e você. De uma vez por todas, somos todos iguais! Mas isto não é possível. Temos que ser claros com eles. Não. A relação dialógica não tem o poder de criar uma igualdade impossível como essa. O educador continua sendo diferente dos alunos, mas – e esta é, para mim, a questão central - a diferença entre eles, se o professor é democrático, se o seu sonho político é de libertação, é que ele não pode permitir que a diferença necessária entre o professor e os alunos se torne antagônica. A diferença continua a existir! Sou diferente dos alunos! Mas se sou democrático não posso permitir que esta diferença seja antagônica. Se eles se tornam antagonistas, é porque me tornei autoritário." (p. 117).
Com isso, se, por um lado, o educador popular não se constitui em um transmissor de informações descontextualizadas da realidade dos sujeitos com quem atua, por outro ele também não se restringe a um facilitador de aprendizagens. Entre um extremo e outro, compreendemos que o educador é um sujeito indispensável ao diálogo, afinal apenas a palavra dos educandos seria proferida, sem a leitura crítica, sem a reflexão que, articulando-se à ação, torna-se práxis (Freire, 1987). Sendo assim, conforme Freire (1987): “A conquista implícita no diálogo é a do mundo pelos sujeitos dialógicos, não a de um pelo outro. Conquista do mundo para a libertação dos homens.” (p. 79).
A partir da leitura de alguns trabalhos publicados na Reunião Anual da ANPED, Associação Nacional de Pós-Graduação e Pesquisa em Educação, no período de 2003 a 2005, percebemos que são freqüentes duas imagens do educador: o educador como ponte e o educador como mediador.
A primeira imagem – o educador como ponte – associa o educador ao papel de apoiador, que é a passagem (XAVIER, 2003) entre conhecimentos populares e acadêmicos, que subsidia a ação dos sujeitos-educandos (RIBEIRO,2004), ao mesmo tempo em que facilita reflexões (AZIBEIRO, 2003) ou é facilitador de aprendizagens. Associando o educador a um facilitador de aprendizagem, é como dizer que o processo educativo está centrado no educando, delegando ao educador a função de motivar, estimular e deixa fluírem as motivações do aluno. Quanto a esse aspecto, Freire (1986) avalia: “... minha posição não é de negar o papel diretivo e necessário do educador. Mas não sou o tipo de educador que se considera dono dos objetos que estudo com os alunos. Estou extremamente interessado nos objetos de estudo – eles estimulam minha curiosidade e trago esse entusiasmo para os alunos. Então podemos juntos iluminar o objeto!” (p.125).
A segunda imagem – do educador como mediador – é mais recorrente e mais diversificada em seu uso. Assim, conduz à indagação: mediador de quê/quem? Variadas são as respostas encontradas nos textos: mediador de culturas, mediador de conflitos. Porém, há maior ênfase ao mediador do processo dialógico desde o qual novos conhecimentos são produzidos pelos grupos, ou seja, o educador e os educandos, conjuntamente. Sendo assim, o educador enquanto “sujeito designado a vir aos grupos populares com um saber que lhe é específico e que dá a estes grupos uma contribuição teórica própria” é mediador da problematização da realidade junto aos educandos, sendo, ao mesmo tempo, mediado pelo movimento de ação - reflexão - ação. Assim todos os sujeitos se transformam, porque tanto os educandos, quantos os educadores mobilizam os próprios saberes e a própria leitura da realidade. 
O educador popular não precisa necessariamente ser um militante de um movimento social, mas temos algumas características que o constroem enquanto educador popular:
- Deve compreender a realidade por ter um grau de relação com o universo simbólico de seu educando;
- Deve saber quem são os jovens e os adultos, no universo existencial, seu locus social; e
- Deve entender a dinâmica específica do processo ensino aprendizagem, dos elementos que constituem a linguagem e a emocionalidade. 
Assim, o objetivo comum entre os educadores populares é o fortalecimento das classes populares como sujeitos de produção e comunicação de saberes próprios, visando à transformação social. Desse modo, a formação dos educadores vai se construindo à medida que ele conhece os seus educandos. Através do diagnóstico participativo, isto é, do diálogo, busca- se recuperar a oralidade e a história de cada um. Portanto o educando e o educador formam-se mutuamente, ao longo do processo educativo, ou melhor, “já não se pode afirmar que alguém liberta alguém, ou que alguém se liberta sozinho, mas os homens se libertam em comunhão”. (Freire, 1987, p. 130). 

## Histórico
Na década de vinte, mais especificamente após a semana de arte moderna e posteriormente com os manifestos da Escola Nova, intelectuais falavam em uma educação popular que fosse direito de todos. Em meados da década de 30, finalmente começa a se consolidar um sistema público de educação elementar no país.
A sociedade brasileira passava nessa época por grandes transformações, associadas ao processo de industrialização e concentração populacional em centros urbanos (êxodo rural). A ampliação da educação elementar foi impulsionada pelo Governo Federal, que traçava diretrizes educacionais para todo o país. O movimento incluiu esforços articulados nacionalmente de extensão do ensino elementar, aos adultos. 
Nos anos 40, com o fim da ditadura de Vargas, em 1945, e o país vivendo a efervescência política da redemocratização, a educação de adultos define sua identidade tomando a forma de uma campanha nacional de massa. A Campanha de Educação de Adultos, lançada em 1947, pretendia, numa primeira etapa, uma ação extensiva que previa a alfabetização em três meses, e mais a condensação do curso primário em dois períodos de 7 meses.
Nos primeiros anos, sob a direção do professor Lourenço Filho, a campanha conseguiu resultados significativos. Entretanto o clima de entusiasmo começou a diminuir na década de 50: iniciativas voltadas à ação comunitária em zonas rurais não tiveram o mesmo sucesso e a campanha se extinguiu antes do final da década. As críticas à Campanha de Educação de Adultos voltavam-se tanto às suas deficiências administrativas e financeiras quanto à sua orientação pedagógica, pois os professores viam os analfabetos como pessoas incompetentes. Essa visão foi modificada antes mesmo do final da campanha.
Mais tarde, com o governo de Juscelino Kubitschek (1956 a 1961) e de João Goulart (1961 a 1964) e o advento da industrialização no Brasil com a chegada de capital estrangeiro, a limitação da educação tornou-se um problema e passou a ser necessário instruir o povo para expandir o capital. Foi nesse contexto que apareceu o Movimento de Educação de Base (MEB), um programa governamental de alfabetização criado em 1961 pela Confederação Nacional de Bispos do Brasil (CNBB). Se esse foi o marco do início da história da educação popular no país, os anos seguintes seriam ainda mais fundamentais. Foi nessa fase que o educador Paulo Freire modificou o caráter apenas alfabetizador da educação popular e passou a trabalhar também com a conscientização critica e libertadora do educando.
Com o golpe militar de 1964, os programas de alfabetização e educação popular que se multiplicaram no período entre 1961 e 1964 foram vistos como uma grave ameaça à ordem e seus promotores duramente reprimidos. O governo só permitiu a realização de programas assistencialistas e conservadores de alfabetização de adultos  até que, em 1967, ele mesmo assumiu o controle dessa atividade lançando o Mobral – Movimento Brasileiro de Alfabetização. O Mobral era a resposta do regime militar à ainda grave situação do analfabetismo no país. Em 1969, lançou-se uma campanha massiva de alfabetização. Durante a década de 70, o Mobral expandiu-se por todo o território nacional, diversificando sua atuação. Das iniciativas que derivaram do programa de alfabetização, a mais importante foi o PEI - Programa de Educação Integrada, que correspondia a uma condensação do antigo curso primário. Este programa abria a possibilidade de continuidade de estudos para os recém alfabetizados.
Em 1980, após permanecer no exílio por 16 anos, Paulo Freire volta ao Brasil. Em 1989, aceita o convite da prefeita de São Paulo, a então petista, Luiza Erundina, para assumir a Secretaria de Educação. Durante o tempo que ficou na direção da pasta, o pedagogo criou o Movimento de Alfabetização de Jovens e Adultos (Mova).

## A Educação Popular no Mundo
O continente europeu, que apresenta a melhor taxa de desenvolvimento humano do mundo, está procurando no Brasil a solução para a exclusão social. Populações de refugiados, moradores de rua e imigrantes em busca de trabalho formaram uma classe social à margem dos altos padrões europeus. Países como Itália e Finlândia, e mesmo fora do continente, como Estados Unidos e Japão, vêm encontrando na educação popular brasileira o mecanismo mais eficiente de incluir com justiça esse novo público. Vem de Paulo Freire a inspiração usada por italianos, espanhóis, finlandeses, alemães, americanos e até japoneses para lidar com seus excluídos.
Atualmente mais de cem países possuem núcleos de estudos, cátedras ou institutos que trabalham sob a égide da Pedagogia Libertadora, desenvolvida pelo educador. Para atender a demanda, o Instituto Paulo Freire criou um departamento que cuida exatamente da expansão da ideologia do pedagogo pelo mundo. A Universitás Paulo Freire foi criada em 2000, durante um encontro de pedagogos realizado em Bolonha, Itália. O coordenador da Universitás, Jason Mafra, afirma que a função do departamento é orientar os estudiosos que procuram o Instituto. 
Em 2005 foram inaugurados o Instituto Paulo Freire de Israel e da África do Sul.

## A Educação Popular e Suas Perspectivas
A educação popular, primeiramente, foi entendida como uma modalidade, uma extensão dos serviços da escola àquelas pessoas que, aparentemente, não tinham acesso a educação ou estavam a margem dela. Depois de algum tempo é que ela foi entendida como um conjunto de lutas para que a educação fosse realmente acessível ao povo.
A educação popular vinha sendo construída, primeiramente, com conhecimentos do cotidiano e entendida como o saber popular que não era considerado pelos currículos escolares. No começo da história da educação no Brasil, Azevedo (1976), diz que, ao educar os índios, os negros, os mestiços, a Companhia de Jesus implantou o que seria a semente da educação popular. É claro que há os que discordam desta posição, mas no seu contexto histórico, qualquer educação  voltada para o povo seria considerada educação popular.
No século XX escolas formais foram se concretizando na América Latina e procuravam afirmar os princípios liberais de igualdade e justiça. Com isso, começaram os movimentos de trabalhadores, educadores, intelectuais e outros agentes envolvidos no processo pedagógico, para obrigar o Estado a se responsabilizar pela educação formal e para todos, com o apoio e interesse de empresários, os quais viam uma grande margem de lucro em trabalhadores bem formados.
Foi com os movimentos populares que nasceu a discussão de uma educação que atendesse as necessidades do povo e que ampliasse a relação entre Estado, sociedade e educação das classes populares.  Mas foi após a 1ª Guerra Mundial que começou uma ampla luta por uma educação que seria a primeira educação popular, visando a reduzir o analfabetismo que tinha índices muito elevados.
Brandão (1984), considera que a educação popular teve duas divisões temporais: a primeira antes da divisão social do saber e da criação de escolas, e a segunda na luta pela democratização do ensino, a partir do séc XIX. Este conceito se desenvolve no que Gadotti (1991) nos mostra como educação popular, em que se busca melhorar as condições psicológicas e, consequentemente, materiais, através de movimentos populares trabalhando a conscientização, em grupos de base, comunidades, etc.
Os primeiros escritos que trazem uma nova forma de ver a educação popular são os de Paulo Freire em “Prática cultural para a liberdade” que apresenta uma nova responsabilidade em relação à educação, não só popular, mas que se preocupe com o bem estar dos indivíduos. Segundo ele a educação deveria, primeiramente, transformar sistemas tradicionais de ensino e construir uma proposta de reescrever a prática pedagógica, repensando o sentido político da educação. Mas esse processo de transformação deve se dar no coletivo, pois pessoa nenhuma transforma a sociedade sozinha. 
Pela primeira vez constrói-se uma perspectiva em que realmente há possibilidade e transformação a partir da base de onde nasce essa educação. Com a possibilidade de educação do povo, o saber popular se fortalece e resulta em uma tentativa de transformação da ordem social dominante. O horizonte que a educação popular traz é, segundo Brandão (1984, p.103 ), “A educação através da qual ele, o sujeito, não se veja apenas como um anônimo sujeito da cultura brasileira, mas como um sujeito coletivo da transformação da história e da cultura do país.”
Hoje, a educação popular ultrapassa o nível das comunidades e bairros para influenciar nos sistemas educacionais de ensino como podemos observar nas diretrizes curriculares do Estado do Paraná:
"As Diretrizes Curriculares para a Educação Pública no Estado do Paraná chegam às escolas como um documento oficial que traz as marcas de sua construção: a horizontalidade, que abraçou todas as Escolas e Núcleos Regionais de Educação do Estado e a polifonia, que faz ressoar nelas as vozes de todos os professores das Escolas Públicas paranaenses. Este documento que traz, em si, o chão da escola e traça estratégias que visam a nortear o trabalho do professor e garantir a apropriação do conhecimento pelos estudantes da rede pública. 	
Os mesmos princípios democráticos que fundamentam a construção destas Diretrizes solicitam dos professores, o engajamento na contínua reflexão deste documento, para que sua participação crítica, constante e transformadora efetive, nas escolas de todo o Estado, um currículo dinâmico e democrático." (Disponível em: <http://www.educadores.diaadia.pr.gov.br/arquivos/File/diretrizes/dce_eja.pdf > )
Segundo Gadotti (1991), “Essa tendência da educação popular firma-se cada vez mais com os governos democráticos e com a conquista de fatias importantes de poder por partidos populares.”
A educação popular não tem uma metodologia pronta, uma cartilha a ser seguida. Parte dos conhecimentos de cada sujeito. 
Porém há alguns pontos de partida para identificarmos e começar o trabalho nas comunidades e/ou escolas como menciona BRANDÃO (1984): A cultura popular, trabalhando com a identificação dos componentes da cultura que são dominados pelas ideologias capitalistas e a produção de uma cultura que nasce deles mesmos; A influência e participação efetiva do educador como possibilitador do processo de transformação do sujeito popular em agente político; A construção do conceito de saber popular; A construção de práticas pedagógicas entre, educador-educando, características de cada grupo e identificação dos educandos individuais (sujeitos populares) ou coletivos (movimentos populares).
Brandão (1984, p. 72), deixa mais claro esse conceito da metodologia:
"A educação popular é mais um modo de presença assessora e participante do educador comprometido, do que um projeto próprio de educadores a ser realizado sobre pessoas e comunidades populares. Ela se realiza em todas as situações onde, a partir da reflexão sobre a prática de movimentos sociais e movimentos populares, as pessoas trocam experiências, recebem informações, criticam ações e situações, aprendem e se instrumentalizam. A educação popular não é uma atividade pedagógica para, mas um trabalho coletivo em si mesmo, ou seja, é o momento em que a vivência do saber compartido cria a experiência do poder compartilhado."
As classes populares produzem saberes ligados às suas experiências de vida e ao contexto social em que estão inseridos. A educação popular valoriza e problematiza esses saberes, sem subjugá-los aos saberes eruditos, entretanto articulando um ao outro. É para contrariar a separação entre o conhecimento erudito e o popular numa  sociedade desigual que  surge a Educação Popular, que é uma educação comprometida e participativa orientada pela perspectiva de realização de todos os direitos do povo. Ela é  vista como um ato de conhecimento e transformação social .
A educação popular ao cruzar as fronteiras da escola, busca o resgate da cidadania e a necessidade de inclusão em todos os sentidos. Por isso é direcionada às camadas populares, voltada para suas necessidades e a atender aos seus interesses. 
Conforme Freire (1995, p. 59), “(...) uma sociedade desafiada pela globalização da economia, pela fome, pela pobreza, pelo tradicionalismo, pela modernidade e até pós-modernidade, pelo autoritarismo, pela democracia, pela violência, pela impunidade, pelo cinismo, pela apatia, pela desesperança, mas também pela esperança”. 
É nessa realidade que se encontra a educação popular e o desafio da formação de uma cultura político-democrática e cidadã das classes populares.
A Educação Popular visa à formação de sujeitos com conhecimento e consciência cidadã e a organização do trabalho político para afirmação do sujeito.“A conscientização é uma das fundamentais tarefas de uma educação realmente libertadora e por isso respeitadora do homem como pessoa” (FREIRE, 2002, p. 45). É uma estratégia de construção da participação popular para o redirecionamento da vida social. O resultado desse tipo de educação é observado quando o sujeito pode situar-se bem no contexto de interesse.
A contribuição de Paulo Freire à educação popular não se encontra estagnada, mas continua recriando-se desde seus primeiros fundamentos. Nesse sentido, de acordo com Rossel (2012, p. 461-462) temos as seguintes bases: "a) a promoção de um pensamento crítico para a análise da realidade política, social, cultural, econômica, ambiental, no sentido de avançar até a emancipação pessoal e social; b) a intencionalidade política emancipadora que se contextualiza: c) o reconhecimento do rol dos sujeitos populares como atores de sua emancipação; d) o entendimento dos sujeitos em suas múltiplas dimensões: racionais, afetivas, lúdicas e transcendentes; e) a interatuação de processos pedagógicos com tais dimensões, para a transformação pessoal e social; f) a contribuição de metodologias e estratégias de trabalho para que os sujeitos se construam como pessoas ativas, participativas – sujeitos sociais de direitos e cidadãos contribuindo para a construção de um destino comum entre as pessoas e com a natureza".